# Çò des de Minjon
Çò des de Minjon és un edifici del municipi de Bausen (Vall d'Aran) inclòs en l'Inventari del Patrimoni Arquitectònic de Catalunya.

## Descripció
Casa de secció rectangular adossada a l'esglaó del vessant, fet que aprofita per obtenir entrades independents i a peu pla. La façana principal, orientada a llevant i paral·lela a la "apièra" és precedida per un pati clos. Presenta obertures de fusta en les dues plantes (3-3) i al capdamunt una "lucana" i una "boca de lop" que assenyalem sengles nivells en el "humarau" (fumeral, xemeneia). La coberta d'encavallades de fusta suporta un llosat de pissarra, de dues aigües que tanquen estructures graonades de "penaus" en els extrems, amb una "humenèja" en una banda i coronada en punta, l'altra. La decoració de la façana es basa en el fort contrast entre l'arrebossat emblanquinat de fons i la fusta pintada de vermell; la cantonada exterior, malgrat trobar-se reduïda al primer pis, imita una obra de carreus. La llinda de la porta duu la següent inscripció: +// ANNO MDCCXXI IN NOMINE DOMINE BENEDICTUM.

## Història
L'any 1672 surt documentat Joan Sacau de Domenjo, determinatiu que hauria evolucionat ver l'actual Minjon. El cognom Sacau era força estès a Bausen, amb representants a Çò de Marot, Çò de Rei i Çò d'Andreu.